# كامل الخطيب
الأستاذ كامل الخطيب كان أستاذا في كلية الحقوق (القانون حاليا) في بغداد، كان عروبيا مستقلا شغل منصب وزير العدل للفترة من تشرين الأول 1963 حتى 10 تشرين الثاني 1964، فقد شغل المنصب خلفا للوزير مهدي صالح الدولعي الذي شغل منصب وزير الدولة لشؤون الأوقاف في وزارة أحمد حسن البكر الثانية، ثم استمر كامل الخطيب في منصبه في وزارتي طاهر يحيى الأولى والثانية.
كما كان رئيس لجنة تشكلت لوضع الدستور المؤقت للجمهورية العراقية والتي تشكلت في 21 تشرين الثاني 1963، وضمت أيضا ووزير الدولة مصلح النقشبندي ووزير الدولة للأشغال شامل السامرائي والعديد من المختصين ممن عرفوا بتضلعهم في القوانين، وقدم رئيس اللجنة وزير العدل كامل الخطيب مسودة مشروع الدستور المؤقت لمجلس الوزراء الذي اقره بالأجماع.